# العلاقات المجرية القرغيزستانية
العلاقات المجرية القيرغيزستانية هي العلاقات الثنائية التي تجمع بين المجر وقيرغيزستان.

## مقارنة بين البلدين
هذه مقارنة عامة ومرجعية للدولتين:
| وجه المقارنة                                              | المجر                                                       | قيرغيزستان                      |
| --------------------------------------------------------- | ----------------------------------------------------------- | ------------------------------- |
| المساحة (كم2)                                             | 93.04 ألف                                                   | 199.95 ألف                      |
| عدد السكان (نسمة)                                         | 9.78 مليون                                                  | 6.20 مليون                      |
| الكثافة السكانية (ن./كم²)                                 | 105.12                                                      | 31.01                           |
| العاصمة                                                   | بودابست                                                     | بيشكك                           |
| اللغة الرسمية                                             | لغة مجرية                                                   | اللغة الروسية، اللغة القيرغيزية |
| العملة                                                    | فورنت مجري                                                  | سوم قيرغيزستاني                 |
| الناتج المحلي الإجمالي (بليون دولار)                      | 139.14 مليار                                                | 7.56 مليار                      |
| الناتج المحلي الإجمالي (تعادل القوة الشرائية) بليون دولار | 260.42 مليار                                                | 20.45 مليار                     |
| الناتج المحلي الإجمالي الاسمي للفرد دولار أمريكي          | 12.36 ألف                                                   | 1.10 ألف                        |
| الناتج المحلي الإجمالي للفرد دولار أمريكي                 | 25.07 ألف                                                   |                                 |
| مؤشر التنمية البشرية                                      | 0.828                                                       | 0.655                           |
| رمز المكالمات الدولي                                      | +36                                                         | +996                            |
| رمز الإنترنت                                              | .hu                                                         | .kg                             |
| المنطقة الزمنية                                           | ت ع م+01:00، ت ع م+02:00، أوروبا/بودابست ‏، توقيت وسط أوروبا | ت ع م+06:00                     |

## منظمات دولية مشتركة
يشترك البلدان في عضوية مجموعة من المنظمات الدولية، منها:
| علم المنظمة | اسم المنظمة                        | تاريخ انضمام المجر | تاريخ انضمام قيرغيزستان |
| ----------- | ---------------------------------- | ------------------ | ----------------------- |
|             | مؤسسة التنمية الدولية              | 29 أبريل 1985      | 24 سبتمبر 1992          |
|             | يونسكو                             | 14 سبتمبر 1948     | 2 يونيو 1992            |
|             | وكالة ضمان الاستثمار متعدد الأطراف | 21 أبريل 1988      | 21 سبتمبر 1993          |
|             | الأمم المتحدة                      | 14 ديسمبر 1955     | 2 مارس 1992             |
|             | الاتحاد البريدي العالمي            | ?                  | ?                       |
|             | البنك الدولي للإنشاء والتعمير      | 7 يوليو 1982       | 18 سبتمبر 1992          |
|             | اتفاقية السماوات المفتوحة          | ?                  | ?                       |
|             | الاتحاد الدولي للاتصالات           | 1866               | 20 يناير 1994           |
|             | منظمة حظر الأسلحة الكيميائية       | ?                  | ?                       |
|             | مؤسسة التمويل الدولية              | 29 أبريل 1985      | 11 فبراير 1993          |
|             | منظمة التجارة العالمية             | 1995               | ?                       |
|             | منظمة الشرطة الجنائية الدولية      | ?                  | ?                       |
|             | منظمة الأمن والتعاون في أوروبا     | 25 يونيو 1973      | 30 يناير 1992           |

## وصلات خارجية
- موقع وزارة الخارجية المجرية
- موقع وزارة الخارجية القيرغيزستانية